# Shahdost
Shahdost (... – Bēṯ Lapaṭ, 342 o 343) è stato un vescovo e santo persiano, vescovo di Seleucia-Ctesifonte.

## Biografia
Scarse sono le note biografiche di questo vescovo, riportate da Barebreo nel suo Chronicon ecclesiasticum, dagli storici nestoriani Mari, ʿAmr e Sliba, e dalla Cronaca di Seert; in queste fonti Shahdost è anacronisticamente chiamato catholicos e patriarca della Chiesa d'Oriente.
Shahdost, nome persiano che significa "l'amico del re", era originario del Beth Garmai o, secondo altre fonti, di Susa nell'Elam; arcidiacono di Simone bar Sabbae, gli succedette sulla cattedra di Seleucia-Ctesifonte, quando questi subì il martirio durante la grande persecuzione contro la Chiesa cristiana messa in atto dal re persiano Sapore II.
Arrestato a sua volta assieme a centoventotto preti, religiosi e laici della sua Chiesa, venne deportato a Bēṯ Lapaṭ, allora residenza del re, e qui subì il martirio per decapitazione, probabilmente durante l'estate del 342 o 343. Secondo la Cronaca di Seert, governò la diocesi di Seleucia-Ctesifonte per due anni e cinque mesi.

## Culto
È venerato da Cattolici e Ortodossi come santo. Il giorno di festa è il 18 febbraio. Il Martirologio Romano lo ricorda con altri 128 martiri, con queste parole:
(Martirologio Romano. Riformato a norma dei decreti del Concilio ecumenico Vaticano II e promulgato da papa Giovanni Paolo II, Città del Vaticano, 2004, p. 209)